# Babatan Ulu
Babatan Ulu is een bestuurslaag in het regentschap Bengkulu Selatan van de provincie Bengkulu, Indonesië. Babatan Ulu telt 709 inwoners (volkstelling 2010).